# Большой Наволок (усадьба)
Большой Наволок — старинная усадьба, принадлежавшая русскому дворянскому роду Неплюевых. Расположена в Лужском районе Ленинградской области, на территории деревни Наволок в Скребловском сельском поселении, на берегу Череменецкого озера.
Является объектом культурного наследия.

## История
Помещичья усадьба, принадлежавшая дворянскому роду Неплюевых, упоминается ещё в источниках XVII века.
Здесь в 1693 году родился Иван Иванович Неплюев, русский адмирал, дипломат, устроитель Южного Урала, сподвижник Петра I. В начале XVIII века владельцами были троюродные братья Иван Никитич и Василий Степанович. Позже имение стало собственностью Василия Степановича. В середине XVIII века оно перешло по наследству к его сыну Исааку Васильевичу, от него в 1770 года к констеблю флота Фролу Исааковичу Неплюеву. В то время господская усадьба состояла из деревянного барского дома и сада с плодовыми деревьями. В последующем планировка усадьбы существенно не изменялась.
В 1797 году после смерти Фрола Исаковича Неплюева, не имевшего детей, усадьба и село досталось родственнику, правнуку давнего совладельца Ивана Никитича, Дмитрию Николаевичу Неплюеву, генерал-адъютанту, действительному статскому советнику, статс-секретарю Павла I. Новый хозяин упразднил домовую церковь, передав утварь в Череменецкий монастырь. А в 1802 году он продал имение Гавриле Семеновичу Зимину, тайному советнику Коллегии иностранных дел. После смерти Зимина, поместье перешло по наследству его сыну, подпоручику Павлу Гавриловичу Зимину, который владел им с 1806 по 1823 год, после чего продал подполковнику Ивану Васильевичу Иванову. Сам Иванов в 1830 году продал имение жене чиновника 9 класса Марье Ивановне Черкасовой.
Смежные земли всегда принадлежали Казённому ведомству. Они вместе с усадьбой были подарены императором Николаем I своему брату великому князю Михаилу Павловичу. После смерти князя наволокское имение перешло к его вдове, великой княгине Елене Павловне, урождённой принцессе Вюртембергской, которая разместила здесь контору, по управлению ближайшими селами и деревнями великокняжеской вотчины. Озеленением и садоводством в Наволоке ведал садовник А. И. Фельдман. Его стараниями обновились запущенные наволокские сады и усадебный парк. После смерти Елены Павловны хозяйкой наволокского имения становится её дочь Екатерина Михайловна.

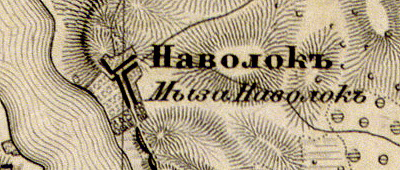
Мыза Наволок на карте 1863 года

Последним владельцем территории был мануфактур-советник К. Я. Паль, купивший её за 20 500 рублей. Также Паль приобрёл соседние имения Репьи, Малый и Средний Наволоки. В соответствии с современными ему экономическими взглядами Паль устроил из своего обширного имения многопрофильное хозяйство. Согласно материалам по статистике народного хозяйства Лужского уезда 1891 года, в мызе были ягодный и фруктовый сады, парники, оранжерея и два грунтовых сарая для шпанских вишен. На купленных землях он также сеял рожь, ячмень и овёс, устроил конноплеменной завод арденских и рысистых лошадей, на фермах разводил рогатый скот, йоркширских свиней, кур, индеек. Все имения были соединены единой липовой аллеей.
К началу XXI века от усадьбы сохранился парк. В его планировке четко выражены: въездная аллея, овальный партер, прямоугольный пруд с протокой, террасы на склоне, видовые площадки, центральная аллея. Парк был разбит по склону, ведущему от верхней террасы к берегу озера. Парадная часть усадьбы находилась на верхней террасе. В парке также расположен дуб возрастом около 300 лет. Исторический усадебный дом утрачен, предположительно в 1980-х годах. Здание, расположенное на его месте, повторяет конфигурацию в плане и сохранят масштаб первоначальной постройки.